# Anton Saefkow
Anton Emil Hermann Saefkow (Berlino, 22 luglio 1903 – Brandeburgo sulla Havel, 18 settembre 1944) è stato un politico tedesco, membro della resistenza contro il regime nazista..

## Biografia

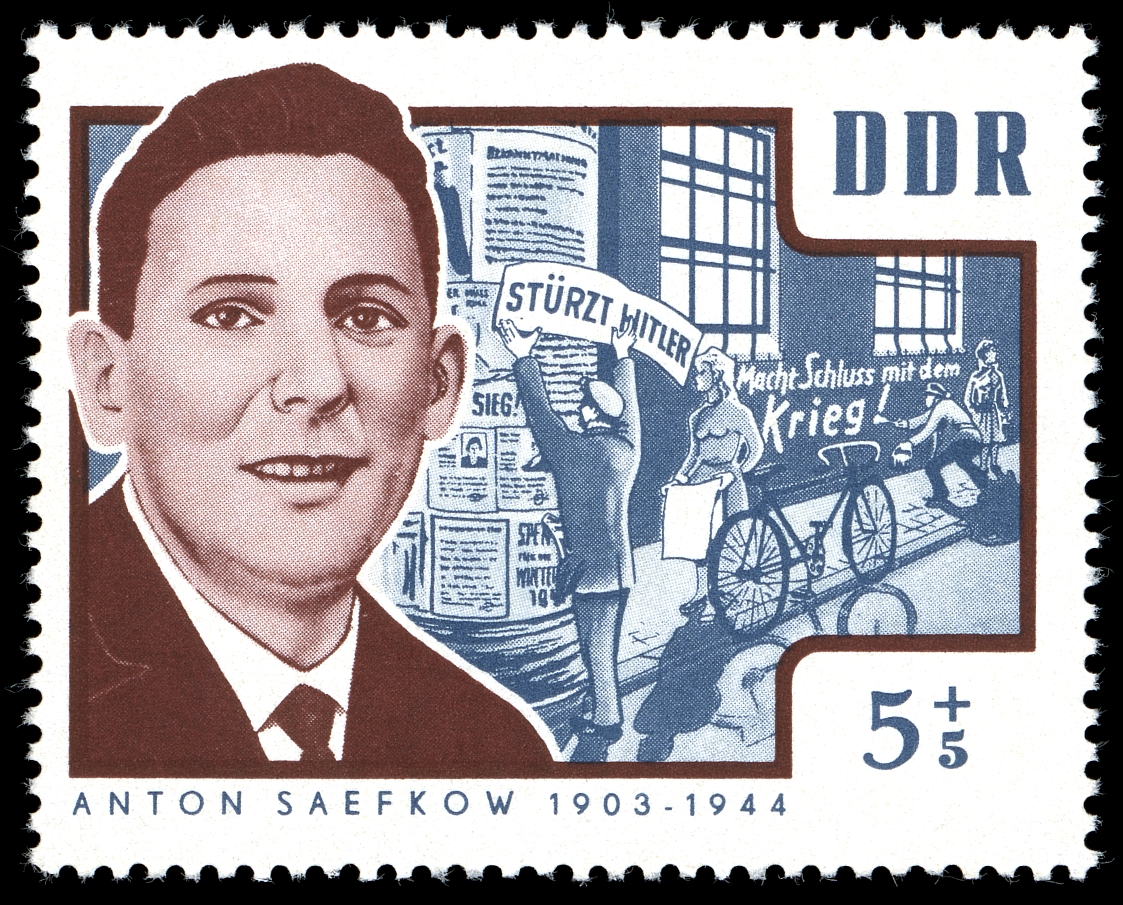
Anton Saefkow in un francobollo della Repubblica Democratica Tedesca del 1964

Nacque a Berlino in una famiglia operaia socialista. Nel 1920 si unì alla Lega della Gioventù Comunista di Germania (KJVD), nel 1924 aderì al Partito Comunista di Germania (KPD) e nel 1927 ne divenne segretario prima a Berlino e poi a Dresda. Dal 1929 al 1932, guidò la Revolutionäre Gewerkschafts-Opposition (RGO) nel distretto della Ruhr del KPD e nel 1932 divenne leader politico del distretto Wasserkante del KPD ad Amburgo. Nel 1932 sposò Teodora Brey, anch'essa membro attivo nella resistenza.
Dall'aprile 1933 all'aprile 1934 fu imprigionato nel campo di concentramento di Fuhlsbüttel, a cui seguirono due anni e mezzo di lavori forzati in uno Zuchthaus. Successivamente fu detenuto nel campo di concentramento di Dachau dove organizzò un servizio di commemorazione illegale per Edgar André nel novembre 1936 e, per questo motivo, gli furono inflitti altri due anni di reclusione.
Liberato dalla detenzione nel luglio 1939 tornò all'attività politica clandestina, divorziò da Thea Saefkow nel 1938 e nel 1941 sposò Änne Saefkow (nata Thiebes). Nel 1941, dopo l'Operazione Barbarossa, costruì il più grande gruppo di resistenza del KPD presente a Berlino, sotto il nome di "Direzione interna del KPD". Nel 1944, insieme a Bernhard Bästlein e Franz Jacob, guidò l'Organizzazione Saefkow-Jacob-Bästlein, attiva contro la guerra nelle fabbriche di munizioni di Berlino dove invitò la popolazione a compiere atti di sabotaggio.
Nell'aprile del 1944, il socialdemocratico Adolf Reichwein entrò in contatto con Saefkow per coinvolgerlo nel complotto del 20 luglio, insieme al gruppo del KPD. Questi sforzi furono portati avanti grazie alla conoscenza e all'aiuto di Claus Schenk von Stauffenberg.
Nel luglio 1944 fu arrestato con Bästlein e Jacob. I tre furono condannati a morte dal Volksgerichtshof il 5 settembre e giustiziati il 18 settembre con la ghigliottina nella prigione di Brandeburgo sulla Havel.
Lasciò la moglie e due figlie. Poco prima di morire, scrisse alla moglie Änne:

## Memoriali
Il 2 febbraio 1975, gli è stata intitolata una piazza di Berlino. Anche Franz Jacob e Bernhard Bästlein furono onorati con l'intitolazione di due strade dello stesso quartiere.
A Prenzlauer Berg gli è stato dedicato l'Anton-Saefkow-Park ed è stato posizionato anche un suo busto. A Brandeburgo sulla Havel, la strada che passa davanti alla prigione dove Saefkow e molti altri membri della resistenza furono giustiziati è stata chiamata Anton-Saefkow-Allee.